# Palazzo Vertemate Franchi
Il Palazzo Vertemate Franchi è uno storico edificio di Piuro in Val Bregaglia.

## Storia
Il palazzo venne costruito a partire dal 1577 da Luigi e Guglielmo Vertemate, forse sulla base di una precedente dimora. L'edificio venne risparmiato dalla frana che nel 1618 distrusse il borgo di Piuro.

## Descrizione
Il palazzo sorge in posizione isolata rispetto al borgo di Prosto nel comune di Piuro.
È dotato di impianto a "U", l'edificio comprende una parte orientale su tre livelli e una parte occidentale a due piani.

## Galleria d'immagini

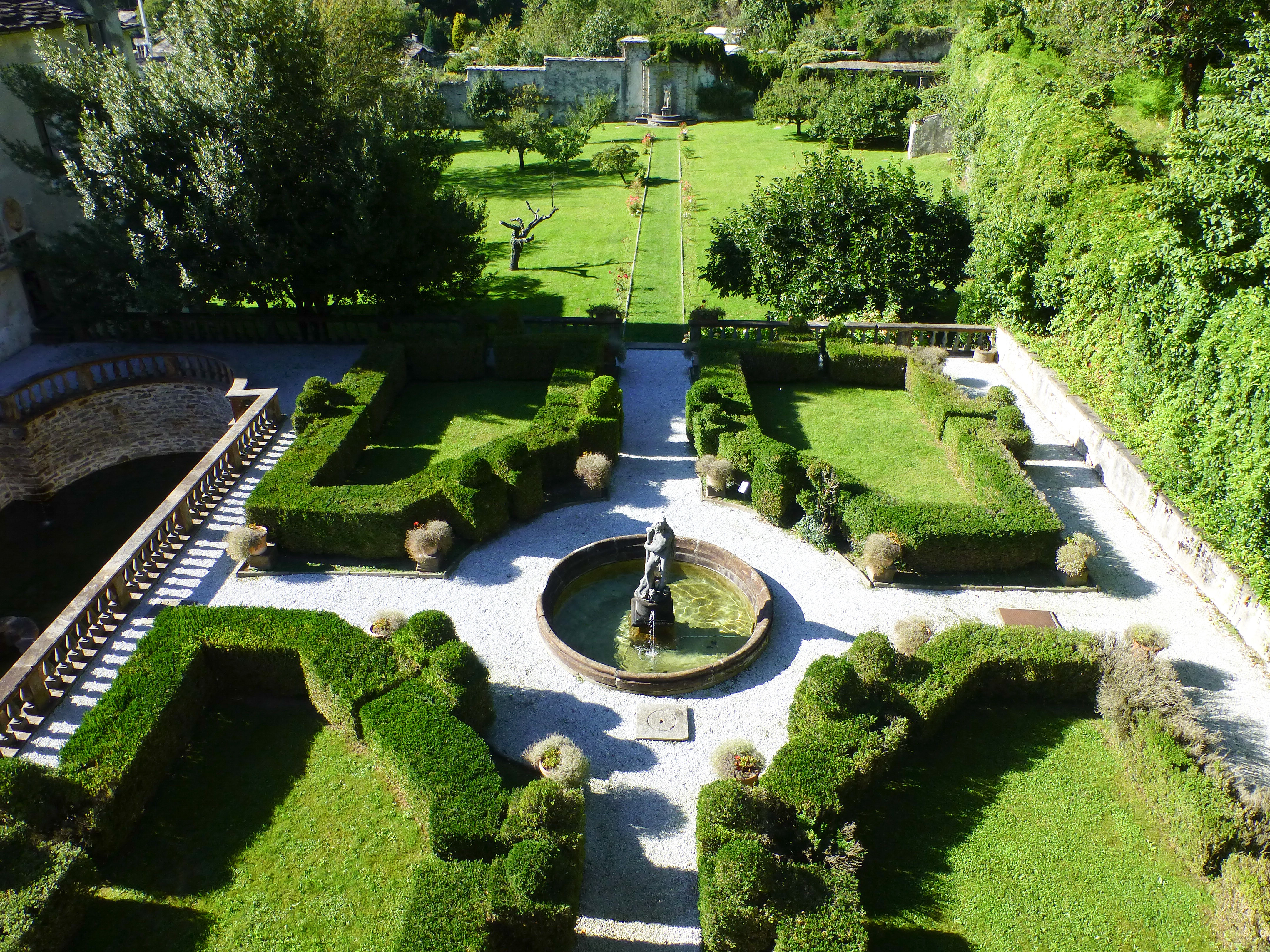
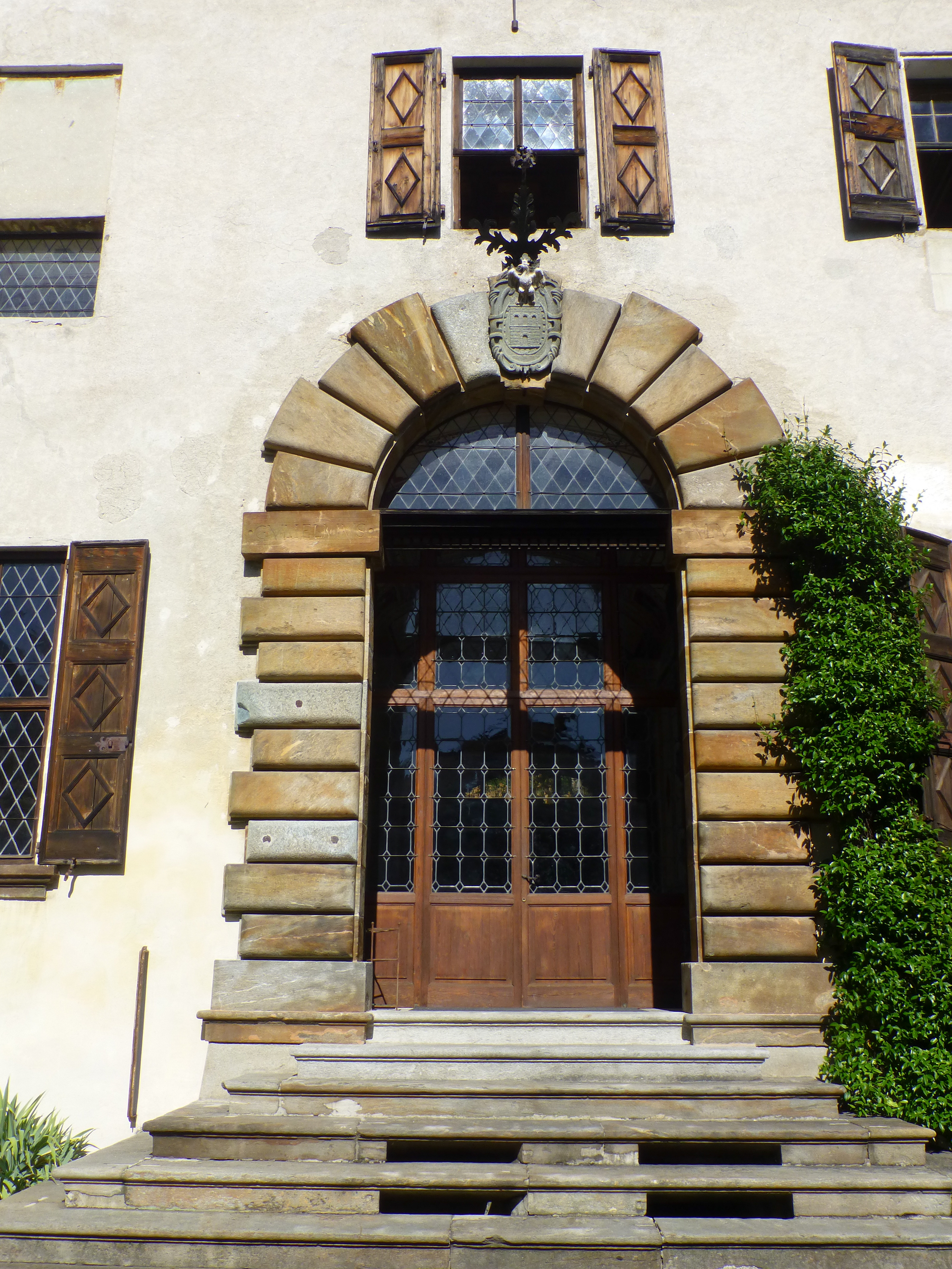
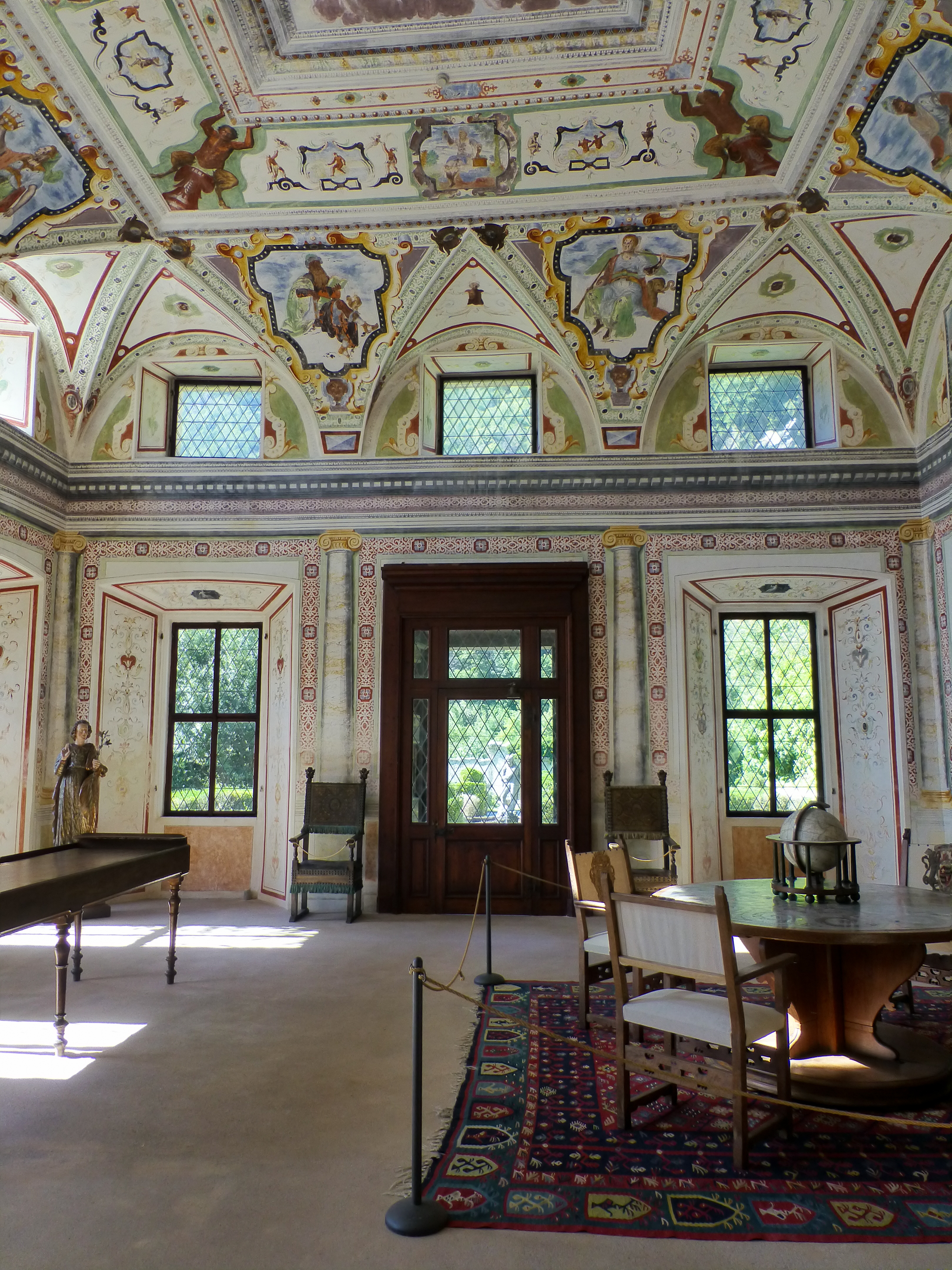